# Desa Pancasari
Desa Pancasari är en administrativ by i Indonesien.   Den ligger i provinsen Provinsi Bali, i den sydvästra delen av landet, 900 km öster om huvudstaden Jakarta. Desa Pancasari ligger på ön Bali. Den ligger vid sjön Danau Buyan.